# إيريك أوليفر
إيريك أوليفر (بالإنجليزية: Eric Oliver)‏ مواليد 13 أبريل 1911 - الوفاة 1 مارس 1980، كان متسابق دراجات نارية إنجليزي فاز ببطولة سباق الجائزة الكبرى للدراجات النارية وفاز بكأس جزيرة مان السياحية وحققها أول فوز له فيها سنة 1954.